# Vlastivědné muzeum Dolní Krupá
Vlastivědné muzeum Dolní Krupá je muzeum v Dolní Krupé, umístěno je na zámku Dolní Krupá v čp. 1. Zřizovatelem a provozovatelem je obec Dolní Krupá, zaměřeno je na vlastivědu a obec.

## Historie
Muzeum bylo založeno na základech Vlastivědného kroužku pro Ronovec a okolí v dubnu 1957, zakladatelem kroužku byl Josef Čapek, dalšími zakladateli byli Miroslav Klouček, Jaroslav Karel, Josef Čapek mladší a Karel Kubera. Členové kroužku mimo jiné pomáhali při pracích na hradě Ronovci i při vzniku muzea. První výstava vlastivědného kroužku proběhla v prostorách Lidové knihovny 15. června 1958. Později fungoval kroužek na dobrovolnické bázi, hrad Ronovec byl nadále opravován, později byly sbírky kroužku uloženy v obecním úřadě obce Dolní Krupá a následně i na zámku v Dolní Krupé.

## Expozice
Vystaveny jsou předměty nalezené na hradě Ronovci, posléze i další památky.